# Abdelrahman El-Trabely
Abdelrahman Yahia Abdulsalam Muhammad El-Trabely (in arabo عبد الرحمن يحيي عبد السلام محمد الطرابيلي‎?; Porto Said, 7 settembre 1989 – Porto Said, 16 agosto 2013) è stato un lottatore egiziano.
Ha partecipato ai Giochi di Londra 2012, gareggiando nella categoria dei Pesi massimi.
È stato ucciso dalle forze di sicurezza egiziane durante una protesta a sostegno del deposto presidente egiziano Mohamed Morsi.